# 498 Tokio
498 Tokio
498 Tokio là một tiểu hành tinh ở vành đai chính. Nó được Shin Hirayama phát hiện ngày 6.3.1900 ở Tokyo, tuy nhiên, không thể xác định được quỹ đạo của nó. Sau đó, nó được Auguste Charlois phát hiện lại vào ngày 2.12.1902 ở Nice và Charlois đã để cho Hirayama vinh dự đặt tên cho tiểu hành tinh này. Hirayama đã chọn tên Tokio (dạng latinh hóa cũ của thành phố Tokyo).
Tiểu hành tinh này có kích thước 85 km x 60 km (được xác định khi nó che khuất một ngôi sao, được quan sát thấy ở Nhật Bản ngày 18.2.2004).